# Expérience de satisfaction
L’expérience de satisfaction désigne la satisfaction de la pulsion, mais plus particulièrement la première satisfaction telle, en ce qu'elle orientera tout le comportement futur du sujet. 

## Modèle freudien
L'expérience de satisfaction est décrite dans l' Esquisse d'une psychologie scientifique en tant qu'épreuve de la satisfaction
Pour Sigmund Freud, le nourrisson a faim, et le psychanalyste distingue le besoin de manger. Dans un état de détresse, ou de désaide cité dans Totem et tabou ; il n'est pas capable de subvenir à son besoin. 
Puis, sa mère vient lui offrir le sein et l'infans vit sa première expérience de satisfaction, qui concerne donc d'abord un besoin vital, biologique. À la suite de cette expérience de satisfaction, la pulsion viendra rechercher une telle expérience : ainsi naîtra le désir, d'abord pulsion d'auto-conservation, qui poussera activement à l'obtention d'une telle satisfaction. 
Selon ce modèle, la pulsion ne connaît à l'origine pas d'objet et la sexualité elle aussi sera anobjectale, recherchant simplement à recréer le plaisir.

### Étayage
Par la suite, l'enfant verra les pulsions sexuelles émerger, s'étayant sur cette satisfaction, et la sexualité psychique viendra se loger au sein de cette expérience, à propos de laquelle Karl Abraham distinguera deux phases : l'oralité des premiers temps et le stade sadique-oral, ou cannibalique.

## Modèle lacanien
Lacan reprend le modèle de l'expérience de satisfaction ; ce qui l'intéresse cependant est de 
différencier besoin, désir et demande : s'il retient donc la distinction freudienne, il apportera une vision différente du désir, comme désir de l'Autre, et accordera une importance particulière à la demande. Lacan dans le Séminaire Livre V, Les formations de l’inconscient. 
Le besoin reste donc relatif à la privation,
le désir concernera la frustration, 
la demande la castration,
parce que :
- le besoin vise l'accession directe à une satisfaction fondamentale biologique et/ou physique (par exemple manger ou dormir),
- le désir ayant inclus l'expérience précédente avec connaissance de l'objet du manque et, élaboration intellectuelle faite, celui-ci devient objet d'amour (symbolisation).
- la sensation primaire de faim est donc affectée par l'expérience, c'est-à-dire la découverte de l'objet de toutes ses satisfactions les plus fondamentales, OR :
- la recherche satisfaction directe sera le but utopique constamment recherché d'où l'évocation d'une énergie somme toute déplacée, ou mieux, codée : l'énergie libidinale